# Lucienne Day

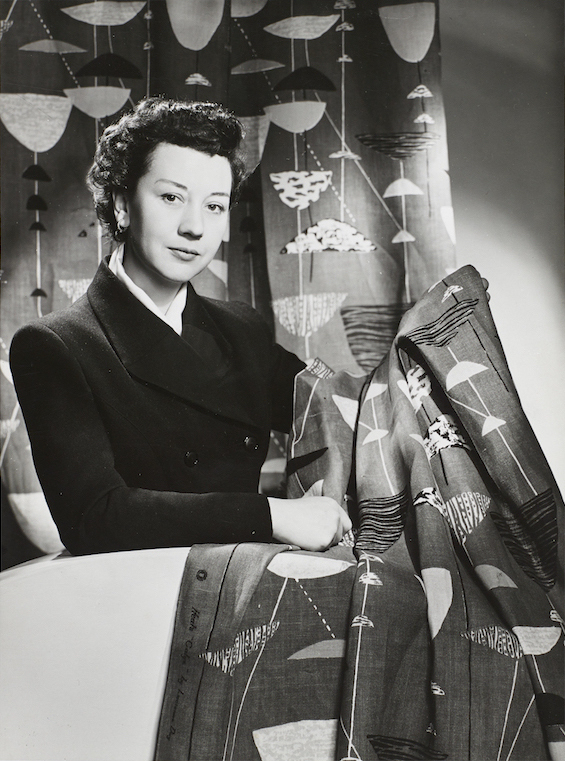
Lucienne Day, 1952

Lucienne Day (* 1. Januar 1917 in Surrey; † 30. Januar 2010), geborene Désirée Lucienne Conradi, war eine englische Textildesignerin. Mit ihren Arbeiten war sie in den 1950er und 1960er Jahren stilprägend für Großbritannien und darüber hinaus.

## Leben und Werk

### Die Anfänge
Désirée Lucienne Conradi war die Tochter eines wohlhabenden belgischen Versicherungsmaklers und einer englischen Mutter. Ihre Kindheit verbrachte sie in Croydon. Sie besuchte die Konventschule in Worthing und schrieb sich im Alter von 17 Jahren an der Croydon School of Art ein. Dort entwickelte sie ihre Vorliebe für Textilien. 1937 immatrikulierte sie sich am Royal College of Art.
Bei einer Tanzveranstaltung lernte sie dort den Designer Robin Day kennen. Die beiden, verbunden durch ihre Begeisterung für modernes Design, heirateten 1940. Es war der Beginn einer lebenslangen, vielgerühmten Partnerschaft auch im Beruf. Beide arbeiten im gemeinsamen Studio – jeweils auf dem eigenen Gebiet und an eigenen Arbeiten, aber sich miteinander besprechend und einander beratend. Ihre Zeichenbretter standen Rückwand an Rückwand. 1954 brachte Lucienne die gemeinsame Tochter Paula zur Welt.
Luciennes Arbeit fußte zunächst auf der englischen Tradition, Muster aus pflanzlichen Formen, Blüten, Gräsern und Halmen zu schaffen, die bis auf William Morris zurückreichte. Des Weiteren war sie stark beeinflusst von der europäischen abstrakten Malerei, besonders von Joan Miró und Wassily Kandinsky. Ihre Stoffe wurden in großen Mengen produziert und schmückten schließlich die Mehrzahl der modern eingerichteten englischen Häuser und Wohnungen. Damit schuf sie eine Brücke zwischen Kunst und Massenproduktion und verwirklichte William Morris’ Vision, Kunst für jedermann erschwinglich zu machen. Ein Teil ihres Erfolges war auch die implizierte Botschaft von Wachstum und Wiederaufbau im Großbritannien der Nachkriegszeit.
Die Kriegsjahre verbrachte sie als Dozentin. Die Jahre unmittelbar danach waren hart. Stellen waren rar, denn die Firmen, die Raumtextilien produziert hatten, mussten in der Kriegszeit Fallschirme und Verdunklungsstoffe herstellen. In der Modeindustrie hingegen herrschte aggressive Konkurrenz, und britische Gestalter wurden geringgeschätzt. Lucienne Day arbeitete unter ihrem Geburtsnamen und wurde zu einigen Vorstellungsgesprächen eingeladen, weil die Stellenanbieter dachten, sie sei Französin.
Zu Beginn von Lucienne Days Karriere war Design gerade erst im Begriff, sich zu einem Berufsbild zu entwickeln. Als Freiberuflerin arbeitend, schuf sie ihre ersten Entwürfe für die Bekleidungsfabriken. Sobald sich die Möglichkeit bot, orientierte sie sich jedoch in Richtung Raum- und Möbeltextilien und erweiterte ihr Betätigungsfeld auf Teppiche, Tapeten und Tischdecken. Ihr Erfolg wurde beflügelt durch die Ausstellung Britain Can Make It von 1946 und die Vereinigungen Homes for the People und Council of Industrial Design. Umgekehrt trug sie mit ihren Arbeiten wesentlich zu deren Erfolg bei.

### Erfolg als Industriedesignerin
Der Durchbruch zum Ruhm gelang ihr 1951 mit ihrem Entwurf Calyx. Große Bahnen dieses Stoffs schmückten auf dem Festival of Britain den Speisesaal des Pavillons Homes and Gardens, den ihr Mann Robin gestaltet hatte. Das Muster zeigt schwebende, pilz- oder muschelähnliche Formen, verbunden durch Halmstrukturen, in kontrastreichem Gelb, Schwarz und Weiß vor olivfarbenem Hintergrund. Calyx wurde von der Traditionsfirma Heal’s produziert. Deren Geschäftsleitung hatte so wenig Zutrauen zu dem völlig neuartigen Entwurf, dass sie Lucienne Day nur £ 10 statt der von ihr geforderten £ 20 für den Entwurf zahlte. Als er später im selben Jahr die Goldmedaille auf der Triennale von Mailand und im Folgejahr den angesehenen International Design Award des American Institute of Decorators gewann und zu einem großen Verkaufserfolg wurde, zahlte die Firma immerhin den Rest des Honorars nach.
Auf Calyx folgte das Muster Flotilla, eine Komposition abstrahierter mariner Motive. Es wurde auf Kunstseide gedruckt und war für Kunden bestimmt, „die Calyx mögen, aber kleinere Fenster und Geldbörsen haben“, so damals Lucienne Day. Auf der Ideal Home Exhibition von 1952 wurde es für das People’s House ausgewählt.
Damit war erwiesen, dass modernes, hochwertiges Design auf dem Markt begehrt war. Lucienne Day war nun überall gefragt. Sie entwarf für Stoffe für Edinburgh Weavers und Liberty, Tapeten für Crown Wallpaper und die Tapetenfabrik Gebrüder Rasch, Keramik für Rosenthal, Tischtücher für Thomas Somerset und Teppiche für Tomkinsons und Wilton Carpet. Am engsten mit ihr verbunden blieb jedoch, obwohl sie zeitlebens freiberuflich arbeitete, die Firma Heal’s. Für diese gestaltete sie für zwei Jahrzehnte Entwürfe. Als Motive verwendete sie Pflanzen und Bäume, aber auch persische Kalligrafie und die Mobiles von Alexander Calder. Mit den verschiedenen Farbkombinationen, in denen viele ihrer Entwürfe erhältlich waren, unterstrich sie ihre Fähigkeiten als Farbgestalterin.
Im Laufe der 1950er Jahre wurde ihre Entwürfe allmählich geometrischer, im Anklang an die Gemälde von Ben Nicholson und die Porzellanstücke des schwedischen Designers Stig Lindberg. In spielerischer Anmutung verwendete sie neue Typografie, beispielsweise in Graphics, einem weiteren, preisgekrönten Entwurf. In ihrem unheimlich anmutenden Entwurf Spectators setzte sie kleine Strichfiguren in Szene. In den 1960er Jahren verlegte sie sich auf Blockformen, Zickzacklinien und Streifen aus reiner heller Farbe, in Anlehnung an Patrick Herons Gemälde jener Zeit. Sie zeichnete ihre Entwürfe meist in Gouache auf Papier. Sie wurden ihrerseits als Kunstwerke rezipiert. Die Whitworth Art Gallery in Manchester bietet eine umfangreiche Ausstellung dieser Werke.
Von 1963 bis 1987 arbeiten Lucienne und Robin Day gemeinsam als Designberater für die Kaufhauskette John Lewis und wirkten maßgeblich an der Umgestaltung von deren Corporate Design mit. Auch bei der Innenausstattung der Vickers-VC10-Flotte der Luftfahrtgesellschaft BOAC arbeiteten sie zusammen. Robin gestaltete die Sitze und Lucienne die Stoffe. Ein weiteres gemeinsames Projekt war die Innen-Ausgestaltung des Churchill College an der University of Cambridge.

### Seidenmosaiken
In den 1970er Jahren setzten sich zunehmend rückwärtsgewandte Stilrichtungen am Markt durch, die nicht Lucienne Days Stilempfinden entsprachen. Sie entschloss sich, vom Industriedesign zum künstlerischen Einzelwerk zu wechseln. Ein befreundeter Architekt sah einen Entwurf einer Feuersicherungstür für John Lewis auf ihrem Zeichenbrett. Er nahm irrtümlich an, es handele sich um einen Entwurf für Stickwerk. Lucienne Day griff die Idee auf und schuf Silk Mosaics, Seidenmosaiken, schimmernde Flickwerkstücke aus einer Unzahl kleiner Seidenquadrate, die oft nicht größer als einen Quadratzentimeter waren. Sie hatte zunächst große Mühe, Fuß zu fassen, warb bei Galeristen und Kunsthändlern für ihre Werke, gab Werke in Kommission, aber letztlich fand sie Käufer. Mit zwei Assistentinnen arbeitete sie an den Entwürfen und an der Herstellung ihrer Stücke. Besonders spektakulär ist das 1986 entstandene farbenprächtige große Seidenmosaik The Window. Es schmückt das Queen Elizabeth II Conference Centre in London.

### Die späten Jahre
1987–1989 wurde Lucienne Day als erste Frau als Master des Eliteinstituts Faculty of Royal Designers for Industry berufen. In den 1990er Jahren war die Bedeutung und der Einfluss ihrer Arbeit in der Fachwelt und der nachfolgenden Designergeneration allgemein anerkannt. Weltweit führen Museen ihre Originalwerke. 1993 fand eine große Retrospektive in Manchester statt, der weitere an anderen Orten folgten. 2001 schließlich fand eine große Gemeinschaftsausstellung der Arbeiten von Lucienne und Robin Day am Barbican Centre in London statt.
In jener Zeit hatten die Days die Arbeit als Designer und Künstler eingestellt. 2000 zog das Ehepaar von Chelsea nach Chichester um, in größere Nähe zu seinem Gartenhäuschen in der Grafschaft Sussex. Lucienne Day widmete sich dort ausgiebig ihrem Garten.